# Franciscaines de sainte Philippa Mareri
Les Franciscaines de sainte Philippa Mareri sont une congrégation religieuse enseignante et hospitalière de droit pontifical.

## Historique
La congrégation est issue de la communauté fondée en 1228 à Borgo San Pietro (frazione de Petrella Salto) par Philippa Mareri. Après sa rencontre avec saint François d'Assise dans le château paternel, elle est attirée par l'idéal de vie de Claire d'Assise. Le 28 septembre 1228, son frère lui fait don de l'église de San Pietro de Molito et de la maison adjacente, qui devient le siège de la communauté.
Par la lettre apostolique du pape Grégoire IX du 21 juillet 1231, le monastère est placé sous la protection du Saint-Siège et les religieuses adoptent la règle approuvée par le pape Urbain IV le 18 septembre 1263 pour les clarisses urbanistes.
En 1930, les clarisses de Borgo San Pietro abandonnent la clôture religieuse et ouvrent en 1931 une école maternelle puis un orphelinat pour orphelins de guerre et travailleurs en 1947.

## Activités et diffusion
Les Franciscaines de sainte Philippa Mareri, sans oublier leurs origines de contemplatives, se consacrent à l'enseignement, à l'accueil de femmes en difficultés, et aux soins des personnes âgées.
Elles sont présentes en Italie et en Albanie. La maison-mère se trouve à Borgo San Pietro.
En 2017, la congrégation comptait 71 sœurs dans 11 maisons.